# Ruissaari (ö i Södra Savolax, S:t Michel, lat 61,94, long 27,02)
Ruissaari är en ö i Finland. Den ligger i sjön Kyyvesi och i kommunen Kangasniemi i den ekonomiska regionen  S:t Michel och landskapet Södra Savolax, i den södra delen av landet, 230 km nordost om huvudstaden Helsingfors. Öns area är 4,1 hektar och dess största längd är 500 meter i sydöst-nordvästlig riktning.